# BMW Série 3 (F30)
La  BMW Série 3 (F30) est la sixième génération de la Série 3 produite par BMW. Elle est composée d'une berline quatre portes BMW F30, d'une version break (Touring) BMW F31 et d'une version Gran Turismo BMW F34. Le véhicule a été introduit en 2011 en tant que successeur de la gamme E90 et il a été construit jusqu'en 2019.

## Historique du modèle

### Général
Le lancement officiel de la F30 a eu lieu le 14 octobre 2011 à l'usine BMW de Munich. Les premiers modèles ont commencé à être livrés dès le 11 février 2012. La berline quatre portes (F30) est arrivée sur le marché en février 2012 en tant que premier modèle de la gamme. Le Touring (F31) a été mis en vente en août 2012, après avoir été dévoilé en ligne le 13 mai 2012, en direct a l’AMI de Leipzig. Le break représente environ 50% des ventes en Allemagne (fin 2018).
Le coupé et le cabriolet ont été, et sont encore, conçus et développés en tant que série distincte (Série 4) afin de représenter un positionnement supérieur par rapport à la berline et au Touring. Les ventes ont commencé le 5 octobre 2013. En conséquence, pour la variante M, le coupé et le cabriolet sont proposés en tant que M4 et la berline en tant que M3.
Les véhicules sont fabriqués dans les usines BMW de Munich, Ratisbonne, Tiexi (Shenyang) et Rosslyn (Afrique du Sud). BMW utilise également la plate-forme de la BMW Série 1 (F20).

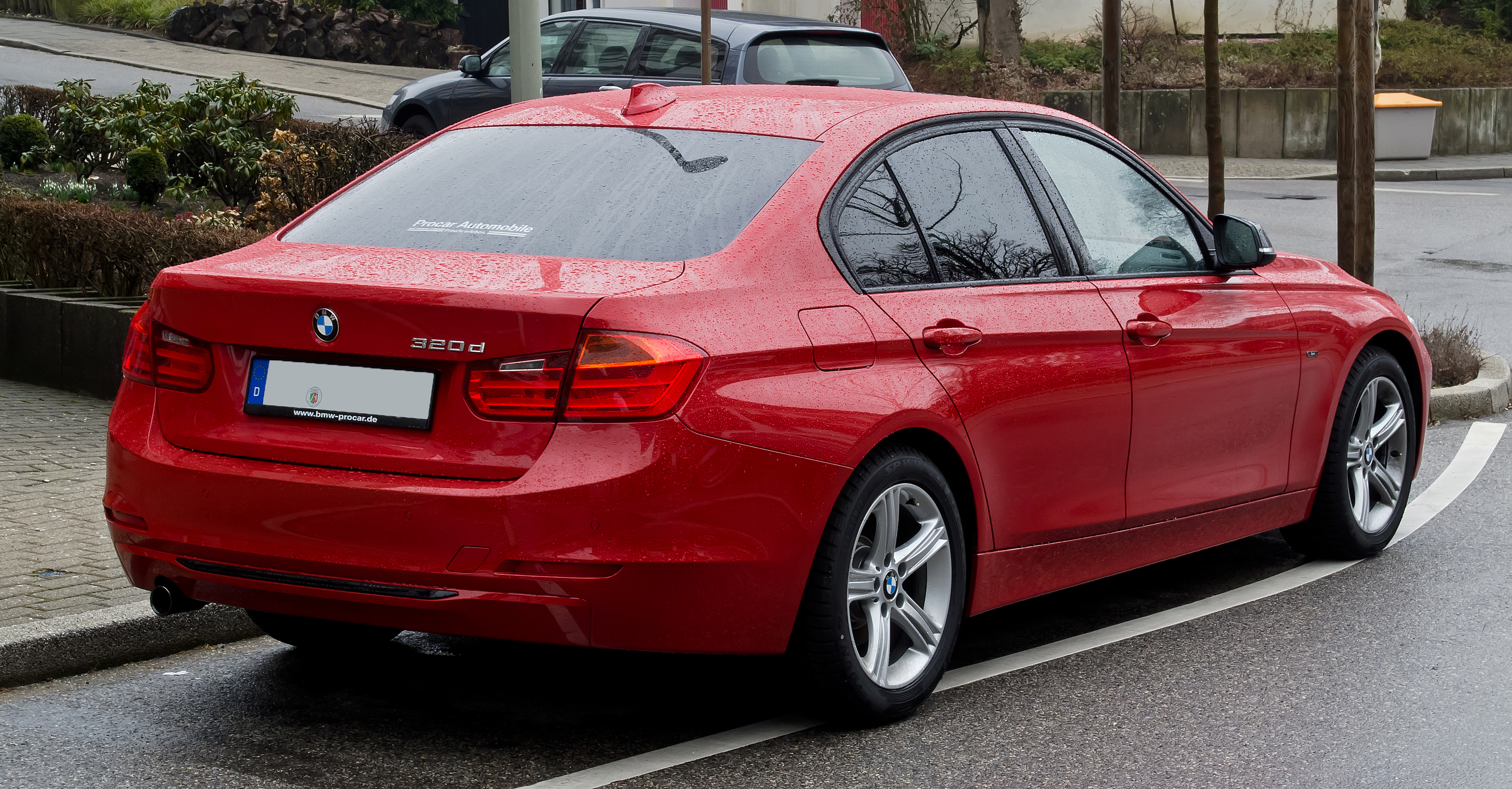
Vue arrière
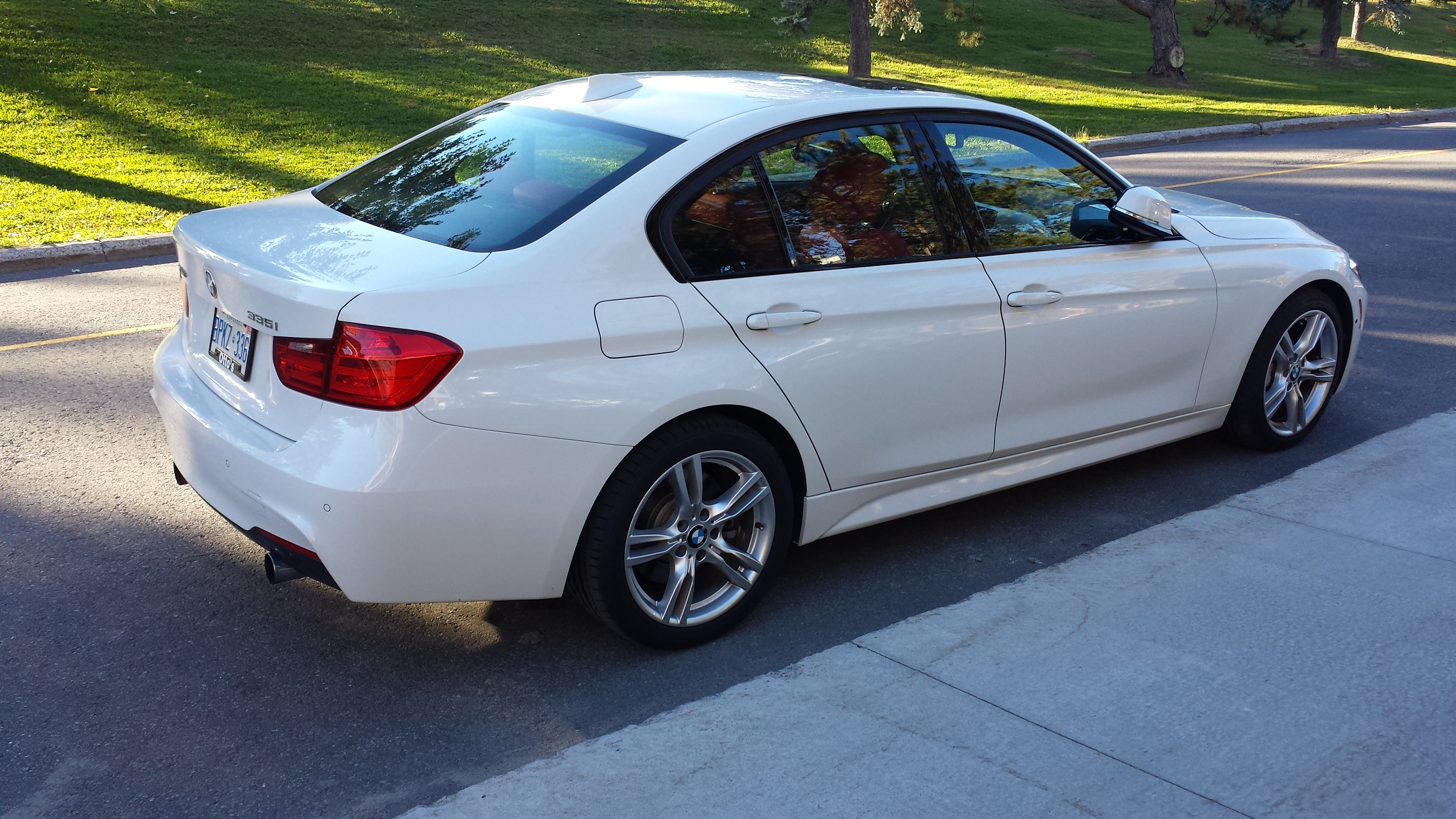
BMW 335i xDrive (2013)

### Différences importantes avec le prédécesseur
- Seuls des moteurs turbocompressés sont disponibles pour la F30. Au lieu des moteurs essence six cylindres en ligne à aspiration naturelle proposés auparavant, il existe des moteurs quatre et six cylindres turbo.
- Comme pour la Série 1, 3 finitions d'équipement (Sport Line, Modern Line et Luxury Line) sont disponibles dès le lancement sur le marché.
- La transmission automatique à 6 rapports est remplacée par une transmission automatique 8HPxx à 8 rapports de ZF Friedrichshafen.
- Le système IDrive fait désormais partie de l'équipement de série, même sans système de navigation.
- Les clignotants latéraux sont intégrés dans les boîtiers des rétroviseurs extérieurs.
- Les caractéristiques du châssis et de la transmission peuvent être influencées via un interrupteur.
- Plusieurs systèmes d'assistance tels que l'assistant de stationnement, l'avertissement de sortie de voie, l'avertissement de collision, la caméra de recul, les informations de limitation de vitesse et l'affichage tête haute sont désormais disponibles en option.
- Le poids a été réduit jusqu'à 40 kg.
- Des phares au xénon sont disponibles en option

### Périodes de production
La production en série de la berline a débuté le 28 octobre 2011 à l'usine BMW de Munich. La production maximale prévue pour 680 unités par jour devait être atteinte dans les trois mois suivant le début de la production.
- Berline (F30) : depuis octobre 2011
- Touring (F31) : depuis mai 2012
- Gran Turismo (F34) : depuis mars 2013
- Version longue (F35) : depuis juillet 2012 (réservé au marché automobile de Chine)

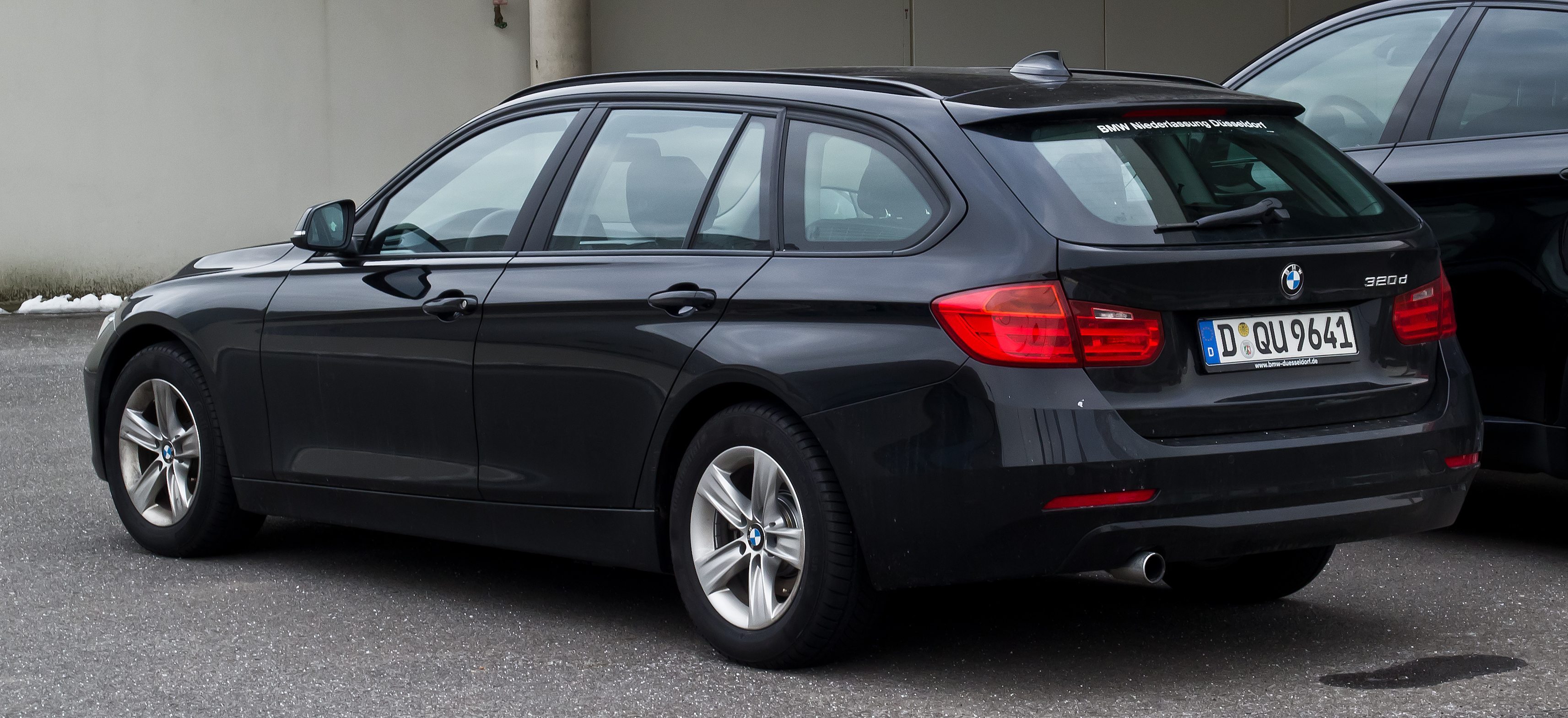
BMW 320d Touring (2012–2015)

### Lifting

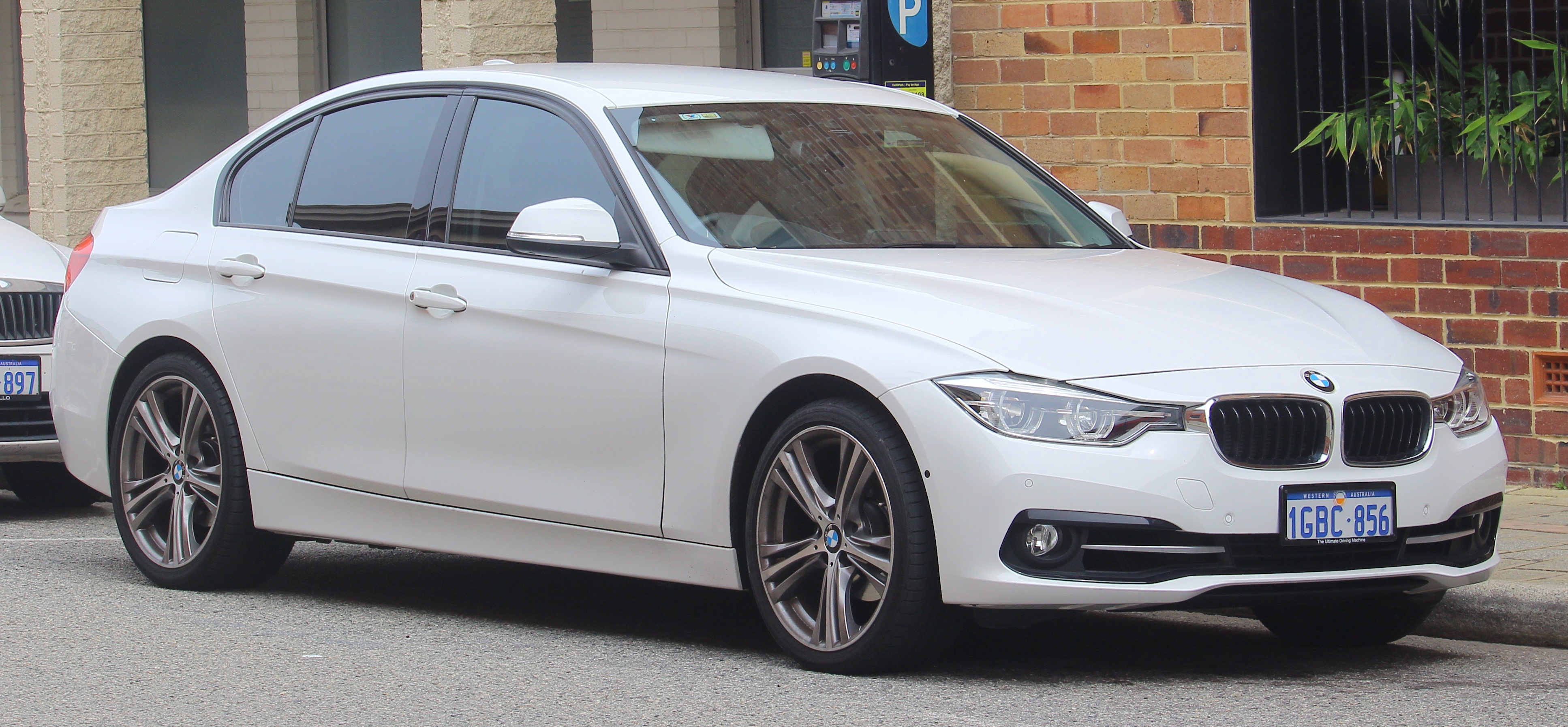
Lifting de 2015

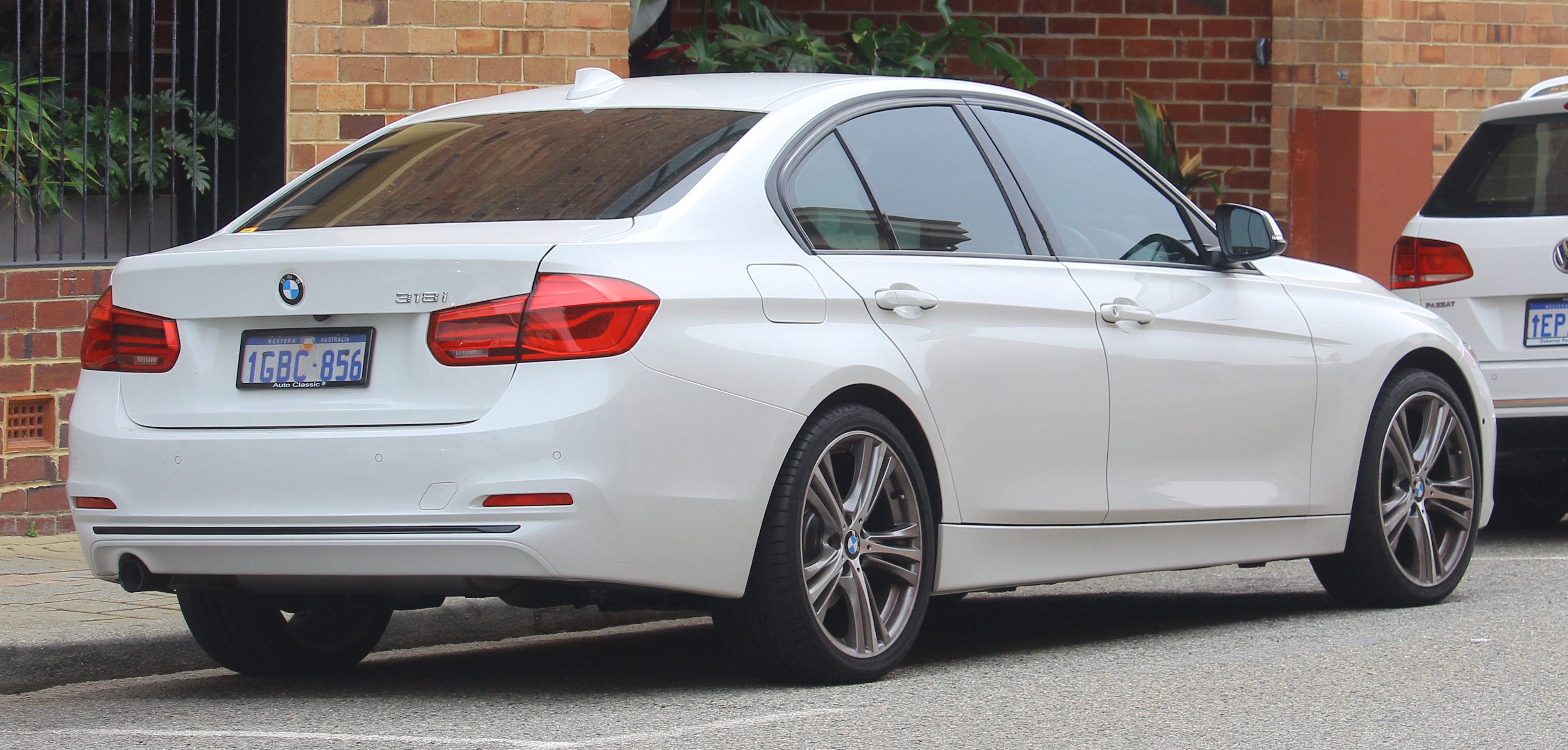
Lifting de 2015

En mai 2015, la Série 3 fait peau neuve. Les ventes ont commencé le 25 juillet 2015.
Les innovations externes concernent les feux (des phares à LED sont disponibles en option) et les pare-chocs avant et arrière. Les lignes lumineuses modifiées dans les feux arrière sont une caractéristique distinctive importante. Il n'y a pas que des retouches sur la carrosserie, mais aussi un cockpit modifié avec de nouveaux matériaux et des éléments décoratifs supplémentaires et des moteurs plus performants. La finition M Sport reste disponible.
La plus grande innovation technique est l'utilisation d'un moteur à trois cylindres. Le moteur essence de 1,5 litre délivre une puissance maximale de 100 kW (136 ch) et un couple maximal de 220 Nm. BMW spécifie une consommation standard d'au moins 5,1 l/100 km pour le plus petit moteur essence qui remplace celui de la 316i. Le nouveau moteur essence trois cylindres - proposé sous la désignation de modèle 318i - et les moteurs essence quatre et six cylindres ainsi que les moteurs diesel de deux litres dans les 316d, 318d et 320d partagent une base que BMW appelle la famille de moteurs "EfficientDynamics". Les moteurs des 330i et 340i sont nouveaux. Avec une puissance maximale de 240 kW (326 ch), ce dernier délivre autant que le moteur six cylindres de trois litres de la M235i, mais la 340i a été repensée et conçue avec une course longue (course de 94,6 mm et alésage de 82 millimètres).
Les phares entièrement à LED sont devenus un équipement standard en 2016.

## Conception
La conception de la F30 est un développement ultérieur de sa prédécesseur, mais elle s’appuie également fortement sur la ligne de conception de la Série 5. La vue latérale a été presque entièrement reprise de la F10. La vue arrière ne diffère guère non plus de celle de la Série 5. À l’avant, les phares, qui atteignent le cadre des haricots, sont particulièrement frappants.
Contrairement à l’E90, l’intérieur est à nouveau plus orienté vers le conducteur. Le cockpit est incliné de sept degrés vers le conducteur.
Jusqu’au montant B, le Touring et la berline sont identiques.

### Dimensions
La berline mesure près de dix centimètres de plus que sa devancière, l’E90. L’empattement a augmenté de 50 mm. Dans un souci de protection des piétons, le capot a également été relevé. La voie a été agrandie à l’avant et à l’arrière. Dans l’ensemble, cela donne aux passagers arrière 15 mm d’espace en plus pour les jambes et 8 mm de plus pour la tête. La F30 est la première BMW Série 3 avec une largeur de plus de 2000 mm avec les rétroviseurs extérieurs et elle n’est plus autorisée à rouler sur la voie de gauche, parfois limitée à 2 m de large, sur les chantiers.
Les dimensions du Touring sont les mêmes que celles de la berline, à l’exception de la hauteur du véhicule.

#### Coffre

##### Berline
Le volume du coffre est passé de 420 à 480 litres. Il y a donc de la place pour, par exemple, sept caisses à boissons standard ou trois sacs de golf. Le seuil de chargement se trouve à 66 cm de haut. Un système de chargement traversant avec un dossier divisible dans un rapport de 40:20:40 est disponible en option. Avec les dossiers des sièges arrière rabattables, l’espace de rangement peut être étendu jusqu’à 655 litres. En conjonction avec l’accès confort, le mécanisme d’ouverture du couvercle du coffre pouvait s’activer en déplaçant le pied vers la droite au centre sous le pare-chocs.

##### Touring
La Série 3 Touring est commercialisée depuis août 2012. Au moins 495 litres (+35 litres) d’espace de stockage est disponible, tandis que le volume maximal pouvant être utilisé est de 1 500 litres. Comme pour la berline, la banquette arrière peut être rabattue dans un rapport 40:20:40. La lunette arrière, qui peut être ouverte séparément, a été reprise du prédécesseur. Le hayon à ouverture automatique est également de série.
À 620 mm, le seuil de chargement est légèrement plus bas que celui de la berline.

## Équipement
Par rapport à son prédécesseur, la gamme d'équipements standard a légèrement augmenté. Elle est désormais équipée de série de la climatisation automatique et, depuis mars 2013, d'un système mains libres et d'une interface USB. De plus, certains systèmes d'assistance tels que l'avertissement de sortie de voie et d'autres équipements spéciaux tels qu'un affichage tête haute sont désormais également disponibles dans la Série 3, y compris, par exemple, des sièges chauffants pour les sièges arrière. Certains équipements spéciaux ne sont disponibles que dans des combinaisons de finitions. Par exemple, le régulateur de vitesse n'est disponible qu'en combinaison avec une fonction mains libres et une direction Servotronic.
Depuis la révision de mai 2015, les phares à LED (VL28/30) sont également disponibles en tant que nouvelle option dans la Série 3. Auparavant, cette option était uniquement réservée à la Série 4.

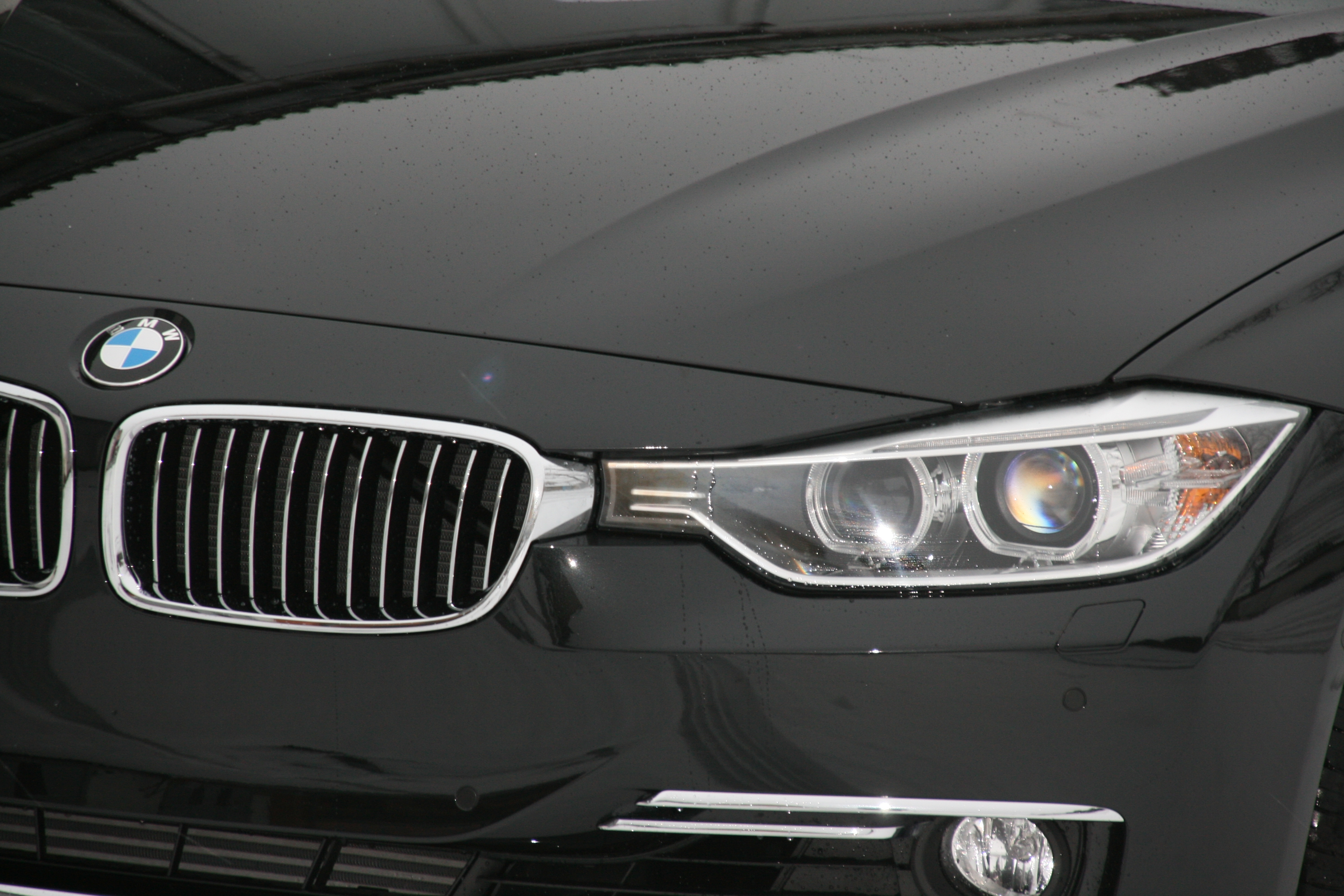
Phares au xénon
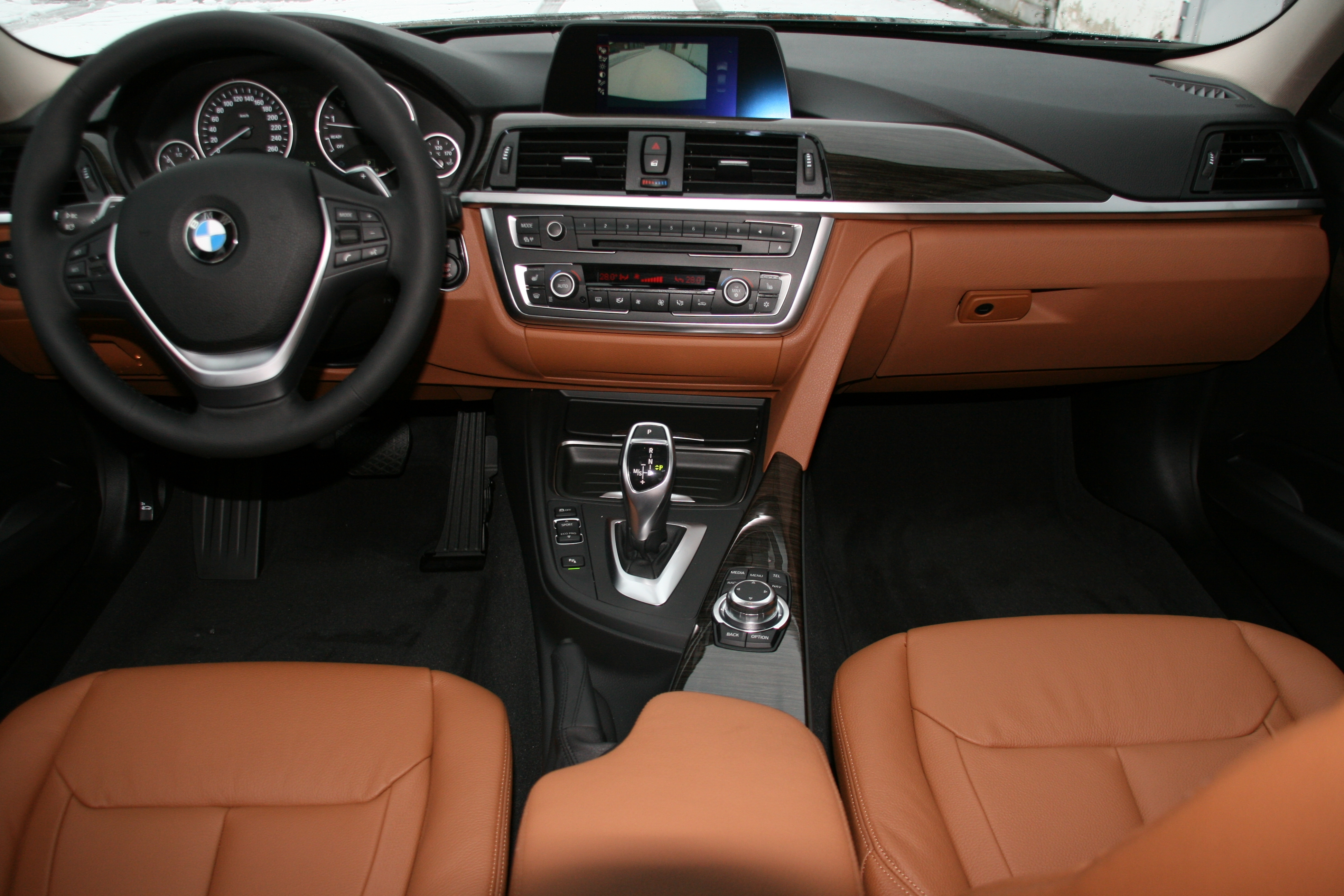
Tableau de bord
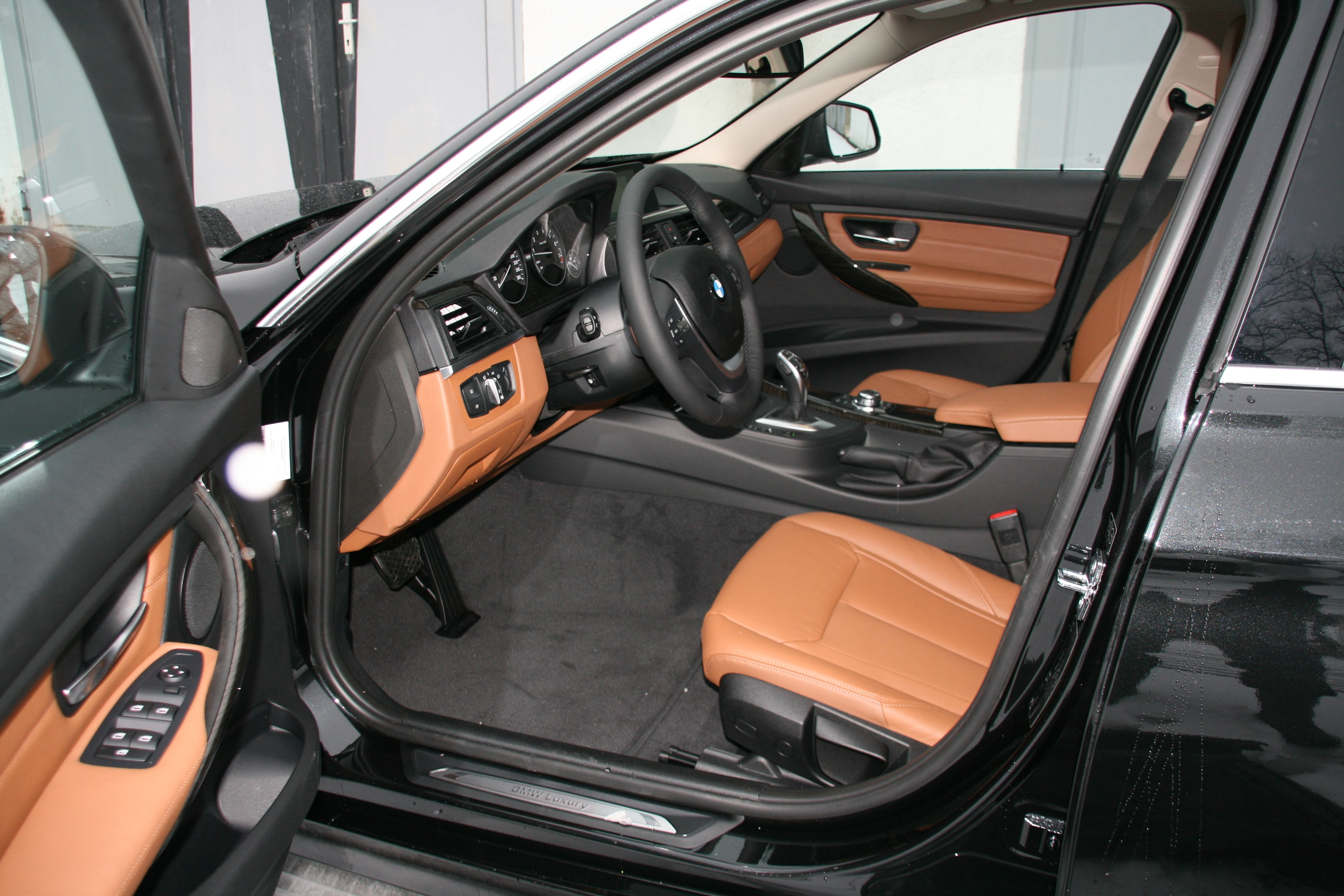
Intérieur

### Finitions d'équipement
Trois finitions d'équipement différentes sont disponibles : Sport Line, Luxury Line et Modern Line. Celles-ci diffèrent principalement par quelques accents de couleur et différents aménagements intérieurs. De plus, la gamme d'équipements standard est un peu plus large.
La finition M Sport est également disponible depuis juillet 2012.
Depuis novembre 2014, la Modern Line (désignation interne DNZCN) n'est plus disponible car trop peu de commandes ont été reçues pour cette finition.

#### Sport Line
Avec cette finition d'équipement, le caractère sportif de la voiture est soutenu par des accents rouges à l'intérieur. Des surpiqûres rouges contrastées se trouvent sur le volant et la sellerie. Sur la garniture intérieure se trouve également une bande d'accent rouge ou noire très brillante. A l'extérieur, de nombreuses pièces, telles que les rétroviseurs extérieurs ou les entrées d'air à l'avant, sont en noir brillant. La finition Sport Line comprend également des sièges sport.

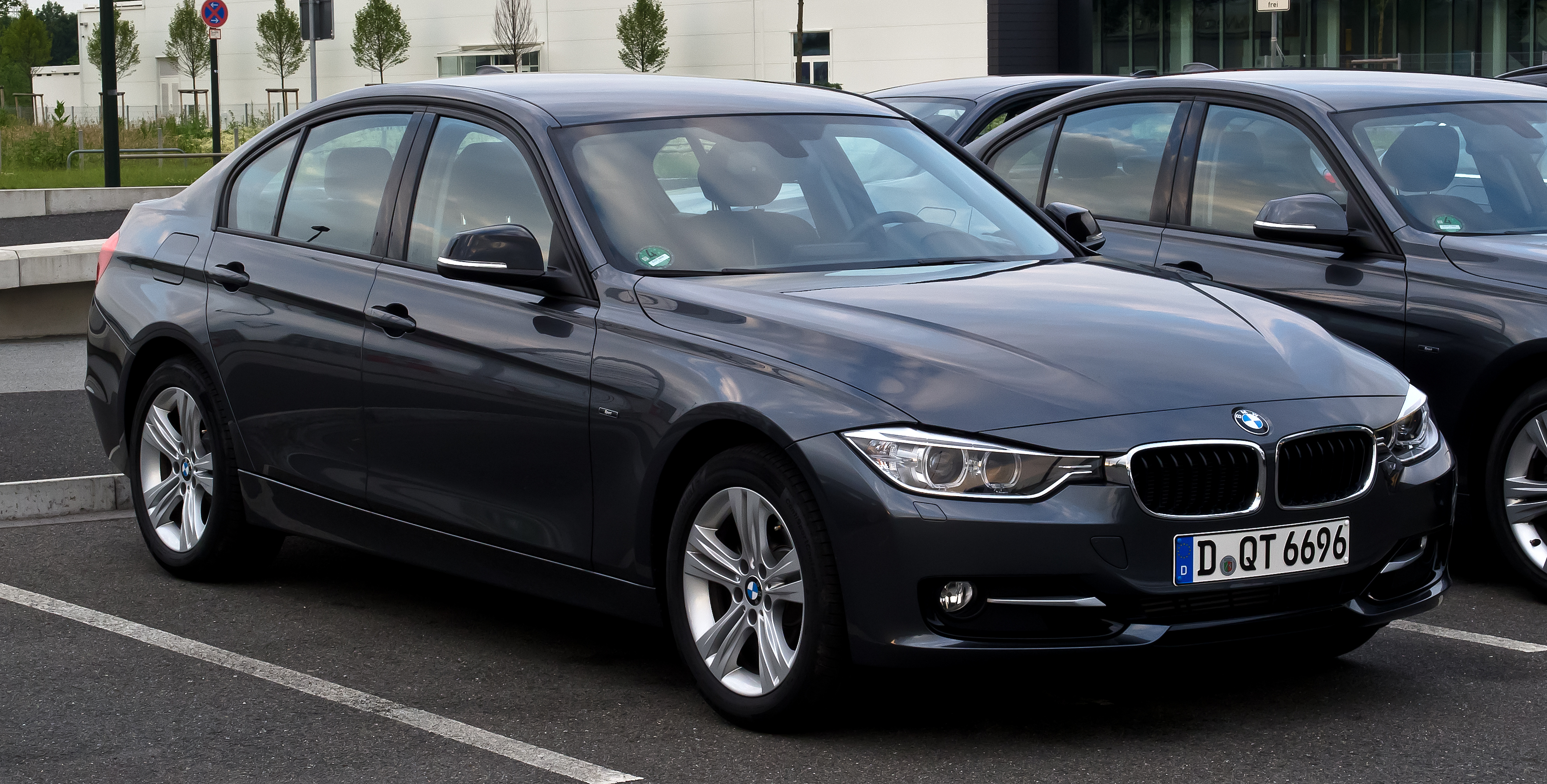
BMW 320i Sport Line berline (2012–2015)
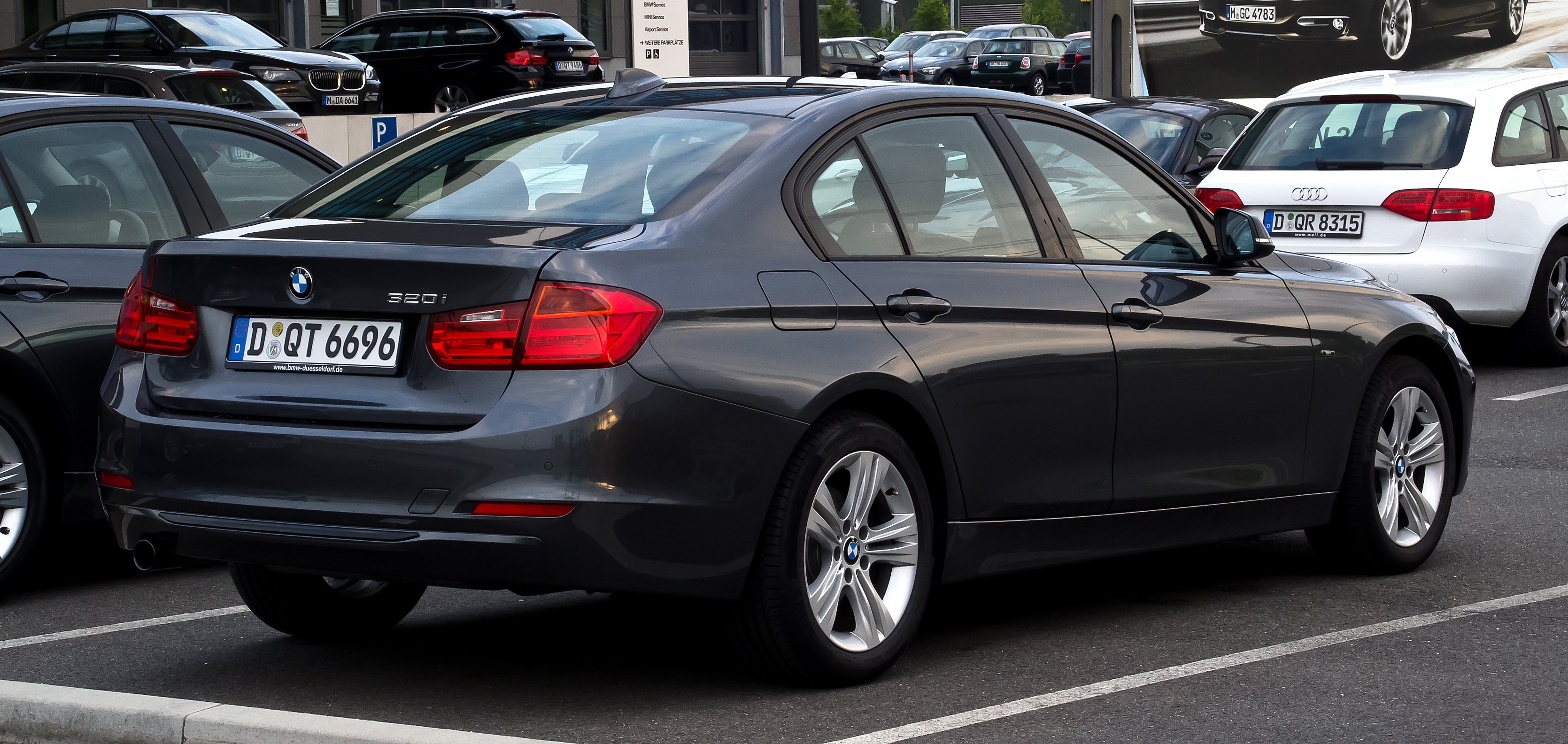
Vue arrière

#### Luxury Line
Avec la Luxury Line, la F30 est censée avoir un look plus classique et possède des bandes intérieures en bois et des bandes décoratives en chrome.

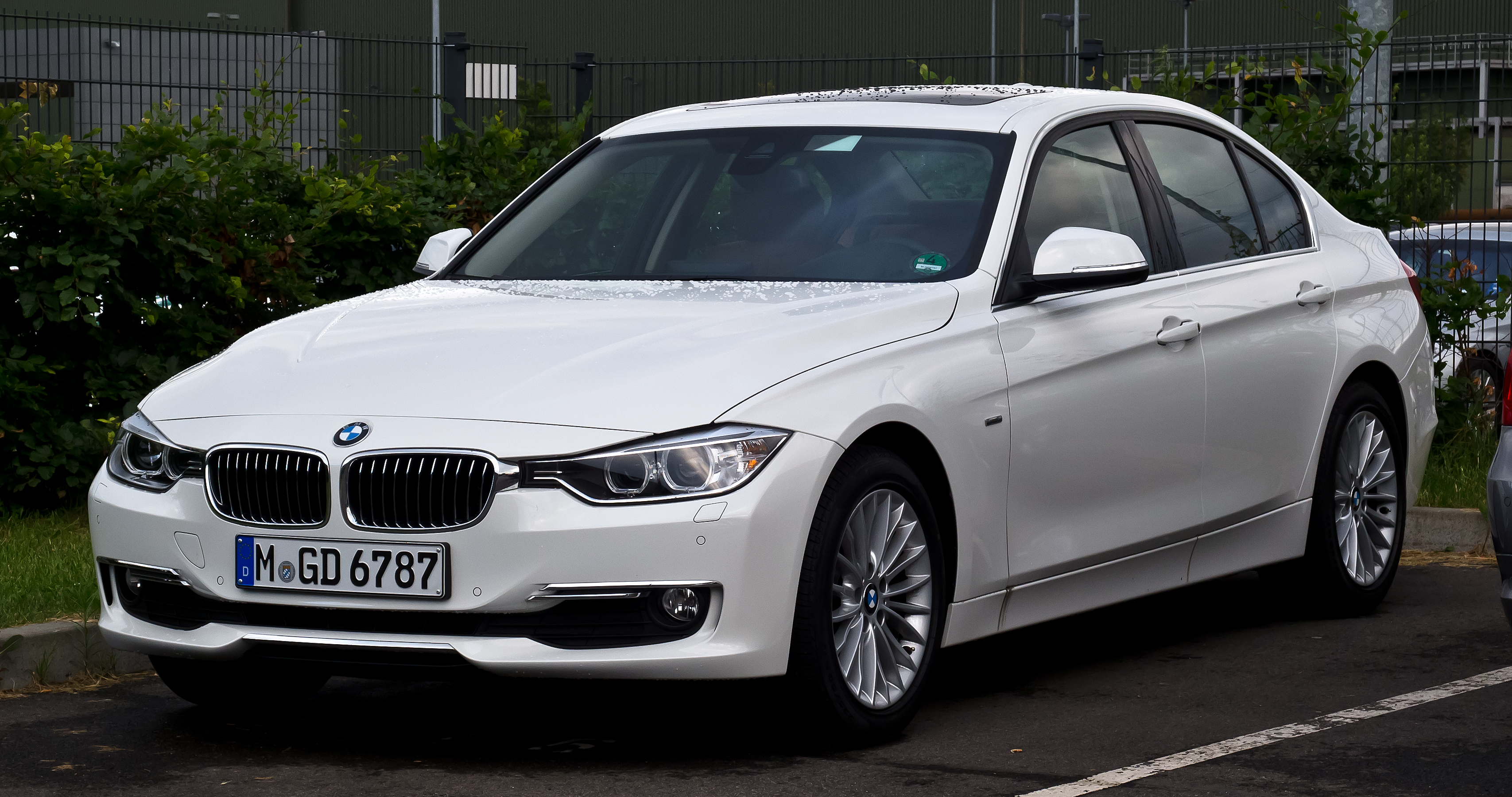
BMW 320d Luxury Line berline (2012–2015)
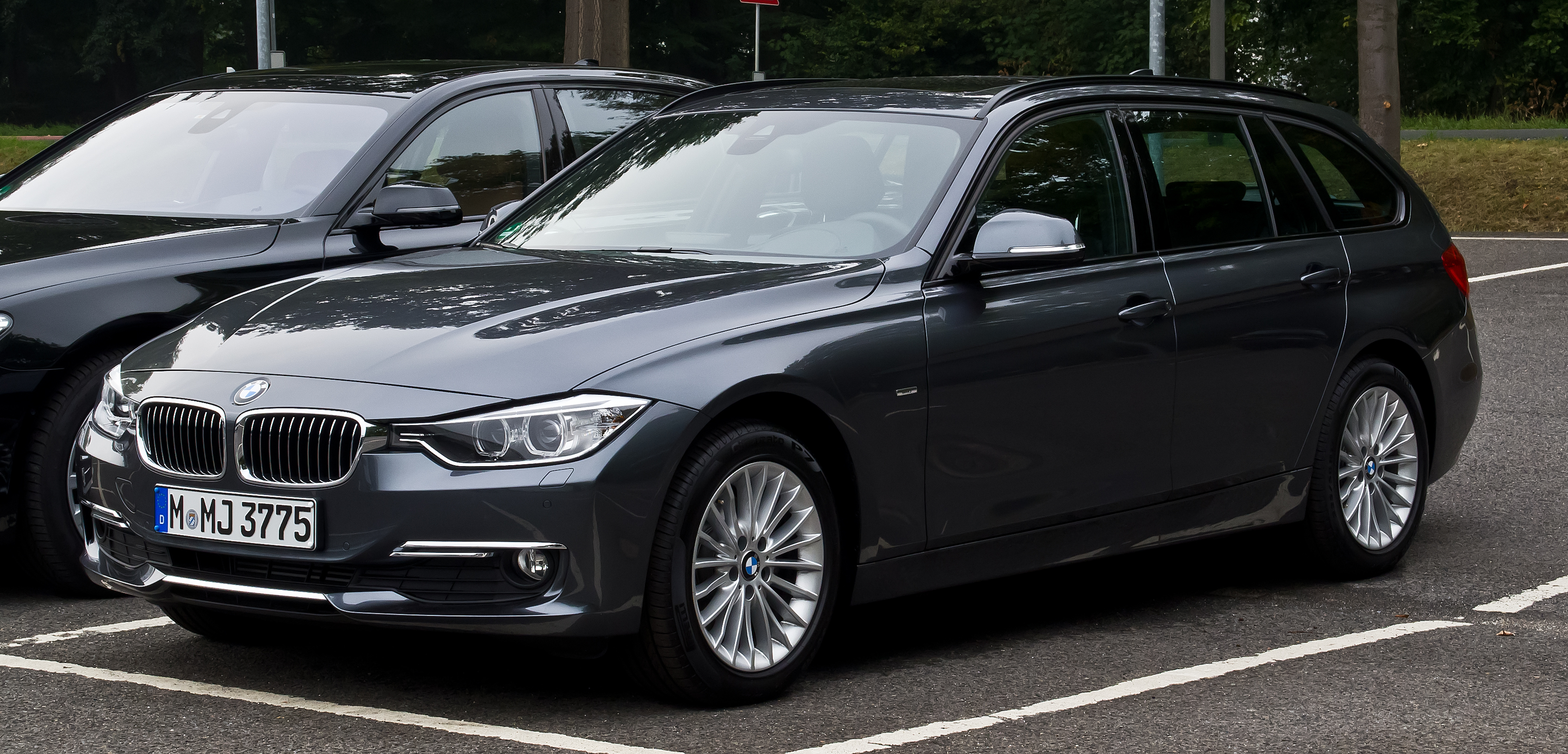
BMW 320d Luxury Line Touring (2012–2015)
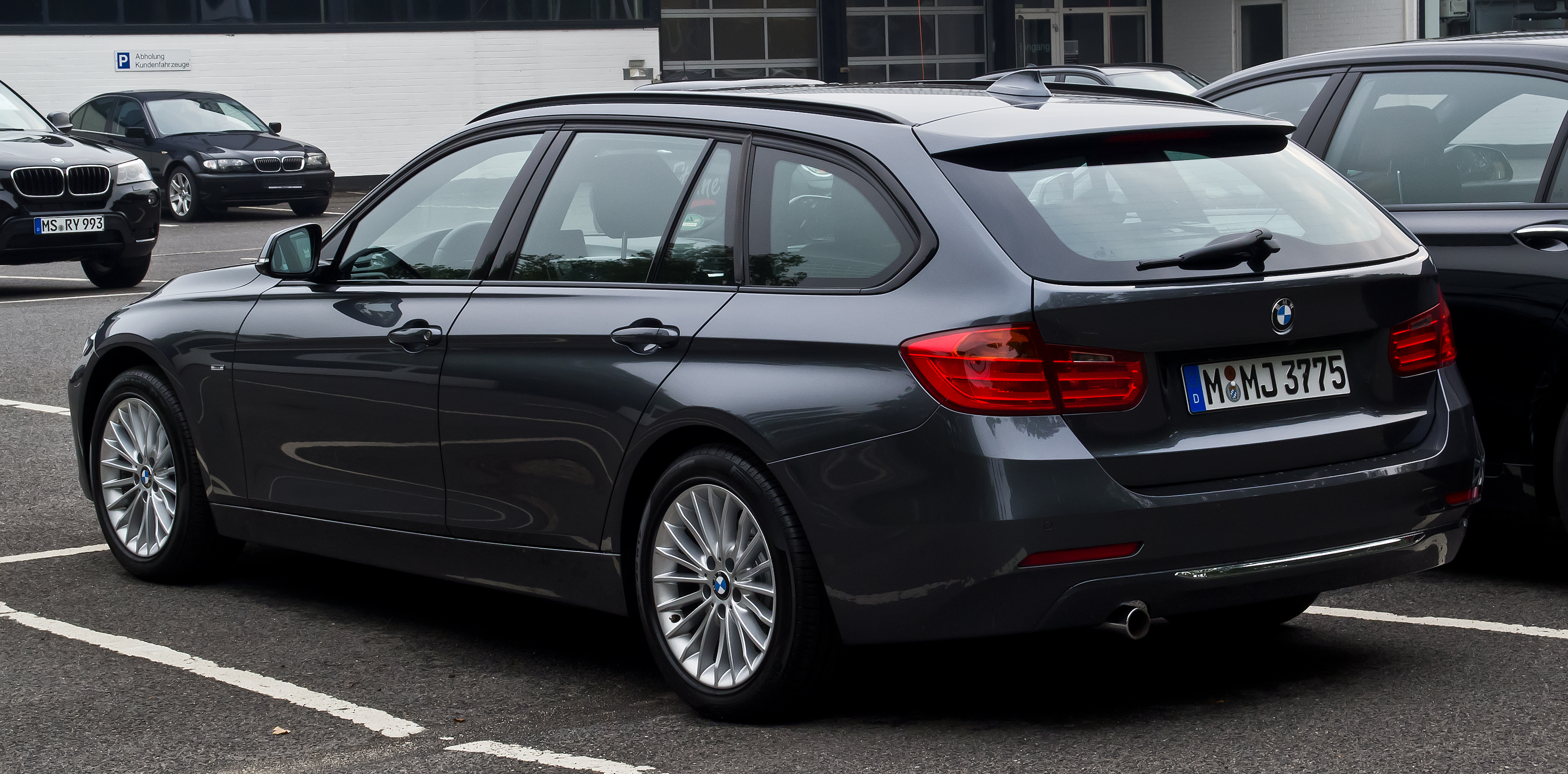
Vue arrière

#### Modern Line
Comme son nom l'indique, cela devait rendre la voiture plus moderne. Il y a aussi quelques bandes chromées à l'intérieur. À l'extérieur, de nombreuses pièces sont finies en chrome mat. Les sièges sont recouverts de série d'une combinaison tissu/cuir. La Modern Line ne sera plus proposée avec le lifting de mi-2015, mais ses composants peuvent toujours être commandés individuellement.

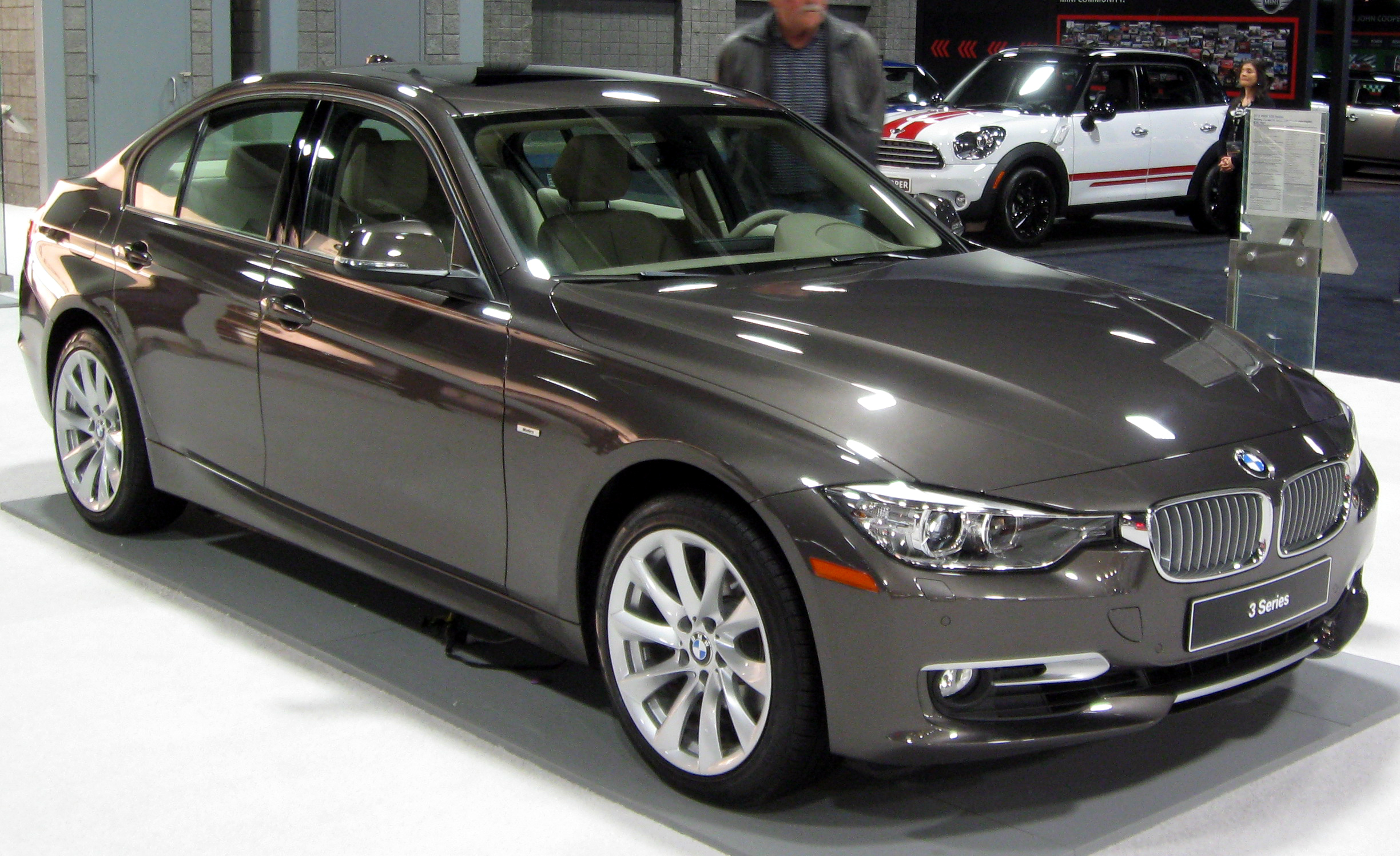
BMW 328i Modern Line berline (2012–2014)

#### Finition M-Sport
La finition M-Sport est disponible à la commande depuis mai 2012. Le véhicule peut être exclusivement livré avec la couleur Estorilblau pour la finition M-Sport. Les tabliers avant et arrière diffèrent considérablement de ceux des autres modèles. Les caractéristiques techniques de l'équipement comprennent une suspension sport avec une hauteur de caisse abaissée de 10 mm (également disponible séparément) et les "freins M Sport" en option avec des étriers de frein bleus.

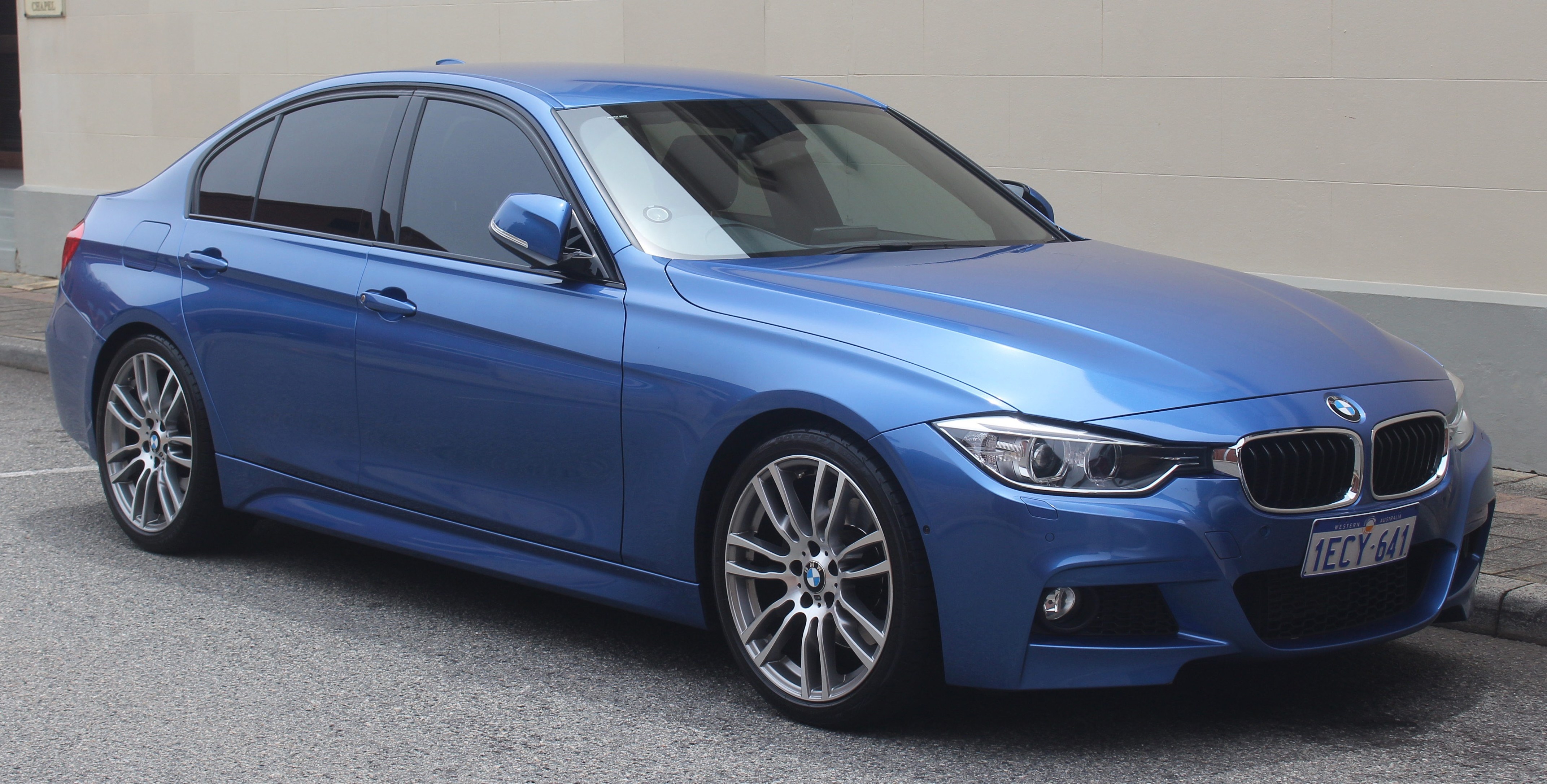
BMW 328i berline avec finition M-Sport
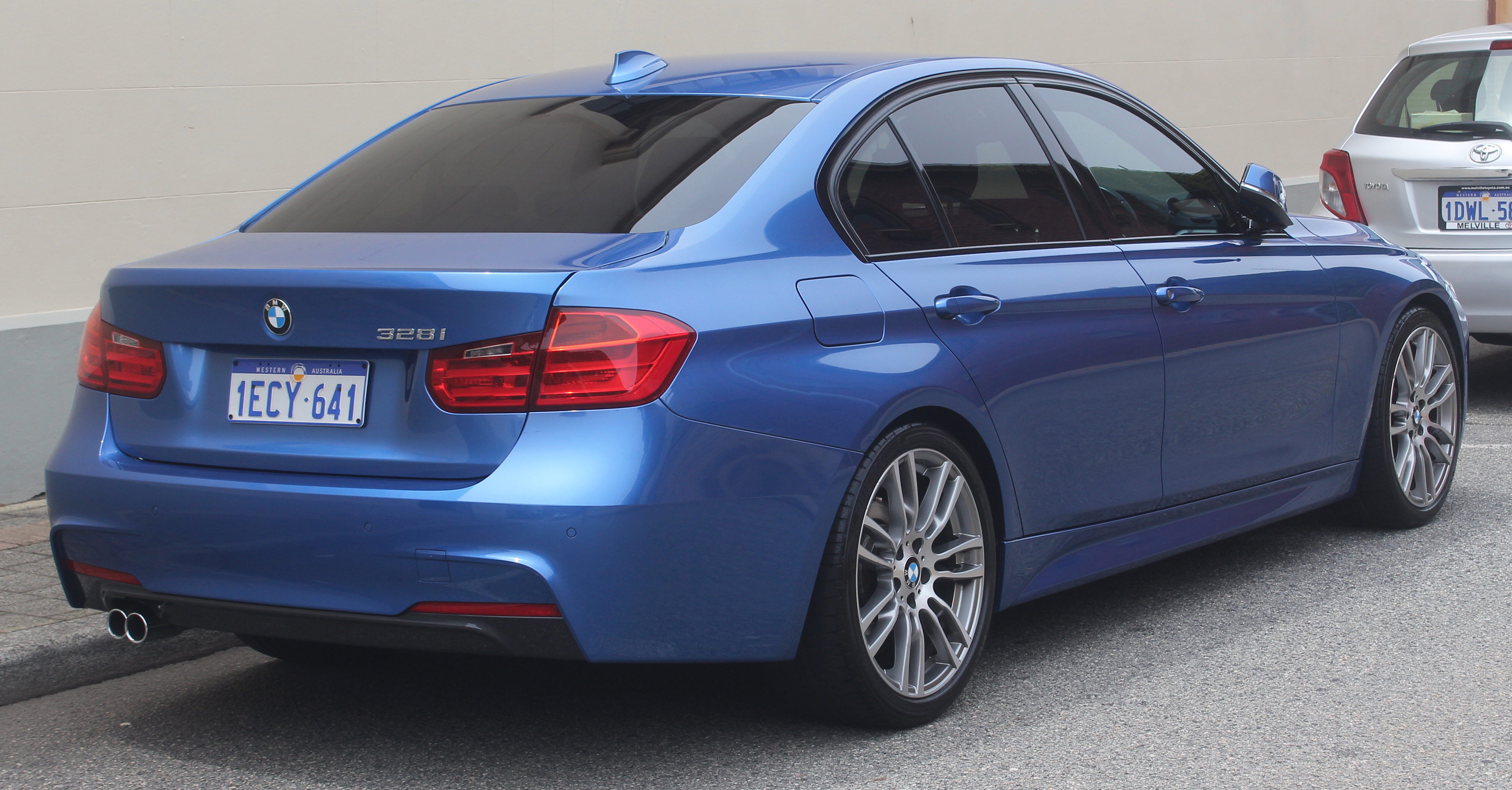
Vue arrière
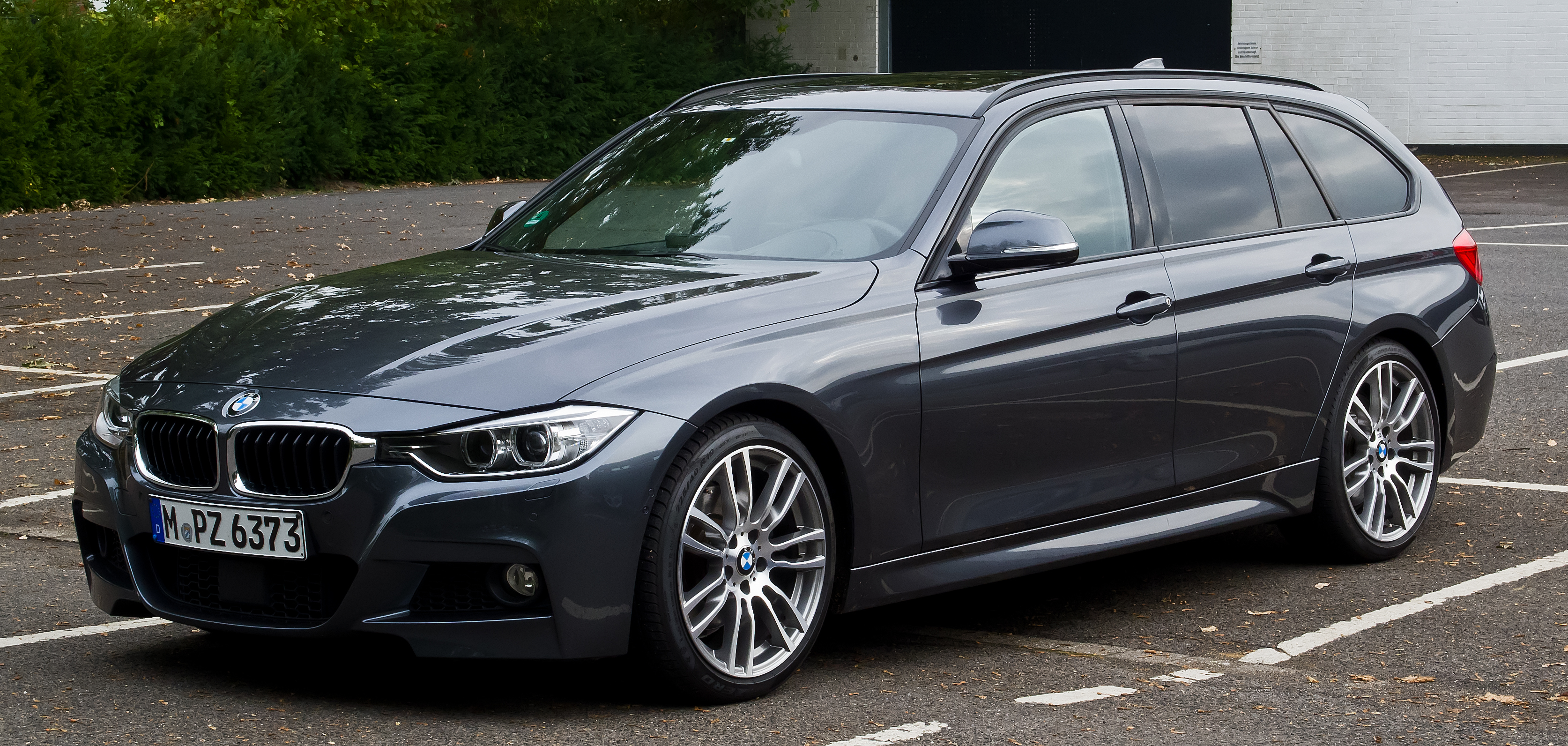
BMW 330d Touring avec finition M-Sport (2012–2015)
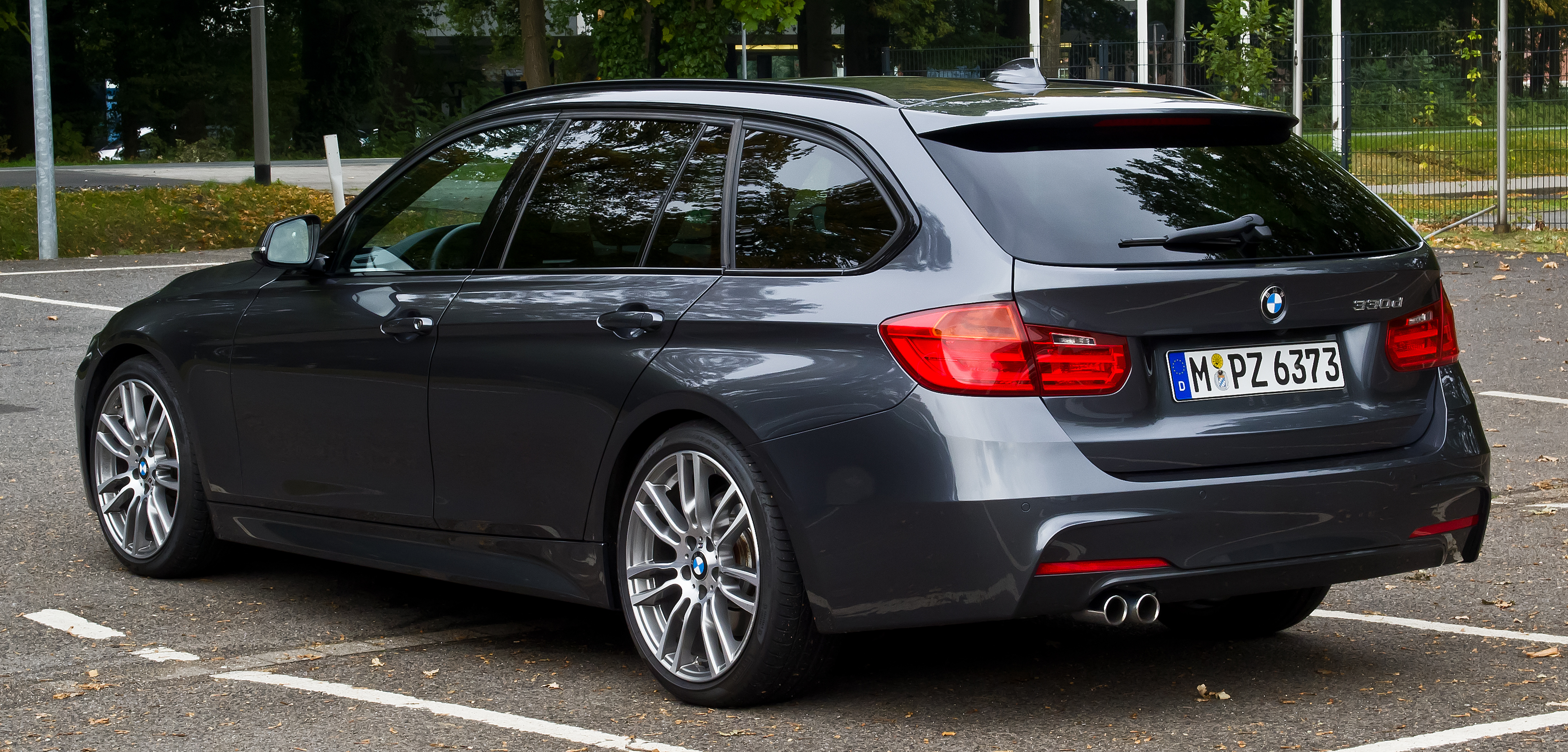
Vue arrière

### Multimédia
La Série 3 dispose d’une radio CD (avec décodeur MP3) avec six haut-parleurs et une connexion auxiliaire en combinaison avec un écran haute résolution d’une diagonale de 6,5 ou 8,8 pouces. Il est exploité via l’iDrive. Un subwoofer est installé de série sous le siège conducteur et passager avant. Un lecteur DVD, un récepteur DAB+ et un système HiFi Professional (205 watts) ou un système d’enceintes Harman Kardon avec 16 haut-parleurs (14 pour le Touring) et 600 watts de puissance d’amplification étaient disponibles moyennant un supplément.
Avec l’option BMW Apps, les propriétaires d’iPhone peuvent, entre autres, recevoir des stations de radio Web et afficher des messages Facebook et Twitter sur l’écran de bord. De plus, un accès complet à Internet est disponible.
Une fonction TV pour une réception de programmes analogiques et numériques est disponible en liaison avec le système de navigation Professional.

### Systèmes d’aide à la conduite
Le régulateur de vitesse actif maintient la vitesse précédemment réglée à l’aide d’un capteur radar. Si la distance du véhicule qui précède tombe en dessous d’un niveau défini, la voiture freine automatiquement jusqu’à la vitesse du véhicule qui précède. La décélération maximale est de 4 m/s². Si ce délai n’est pas suffisant, le conducteur est invité, par des signaux sonores et visuels, à intervenir.
Un affichage tête haute projette des informations sur le pare-brise afin que le conducteur n’ait plus à quitter la route des yeux pour lire la vitesse ou l’itinéraire.
Avec la vue panoramique, les zones de la route sur le côté et derrière le véhicule (vue de dessus et caméra de recul) ainsi que les zones à droite et à gauche de l’avant du véhicule (vue latérale) sont enregistrées par des caméras et affichées sur l’écran à l’intérieur. Pour cela, les caméras se trouvent dans les rétroviseurs extérieurs, le couvercle du coffre et dans le pare-chocs avant.
Un assistant de stationnement est également disponible. À l’aide de capteurs à ultrasons, le système mesure en continu la longueur et la largeur des places de stationnement sur le bord de la route à une vitesse de conduite pouvant atteindre 36 km/h. Les places de stationnement doivent dépasser la longueur du véhicule d’au moins 1,20 mètre afin que le système puisse prendre en charge les mouvements de direction lors du stationnement. Le conducteur doit toujours actionner les pédales d’accélérateur et de frein.
Le service d’état du trafic en ligne Real-Time Traffic Information (RTTI), en tant qu’extension du service ConnectedDrive, utilise des données anonymisées de mouvement de téléphone portable pour déterminer le flux de trafic pour des calculs d’itinéraire optimisés. Outre les autoroutes, cela couvre également les routes de campagne et de centre-ville. Le principe est similaire à celui des deux systèmes concurrents, le TomTom HD Traffic et l’info trafic en ligne d’Audi.

## Technologie

### Motorisations

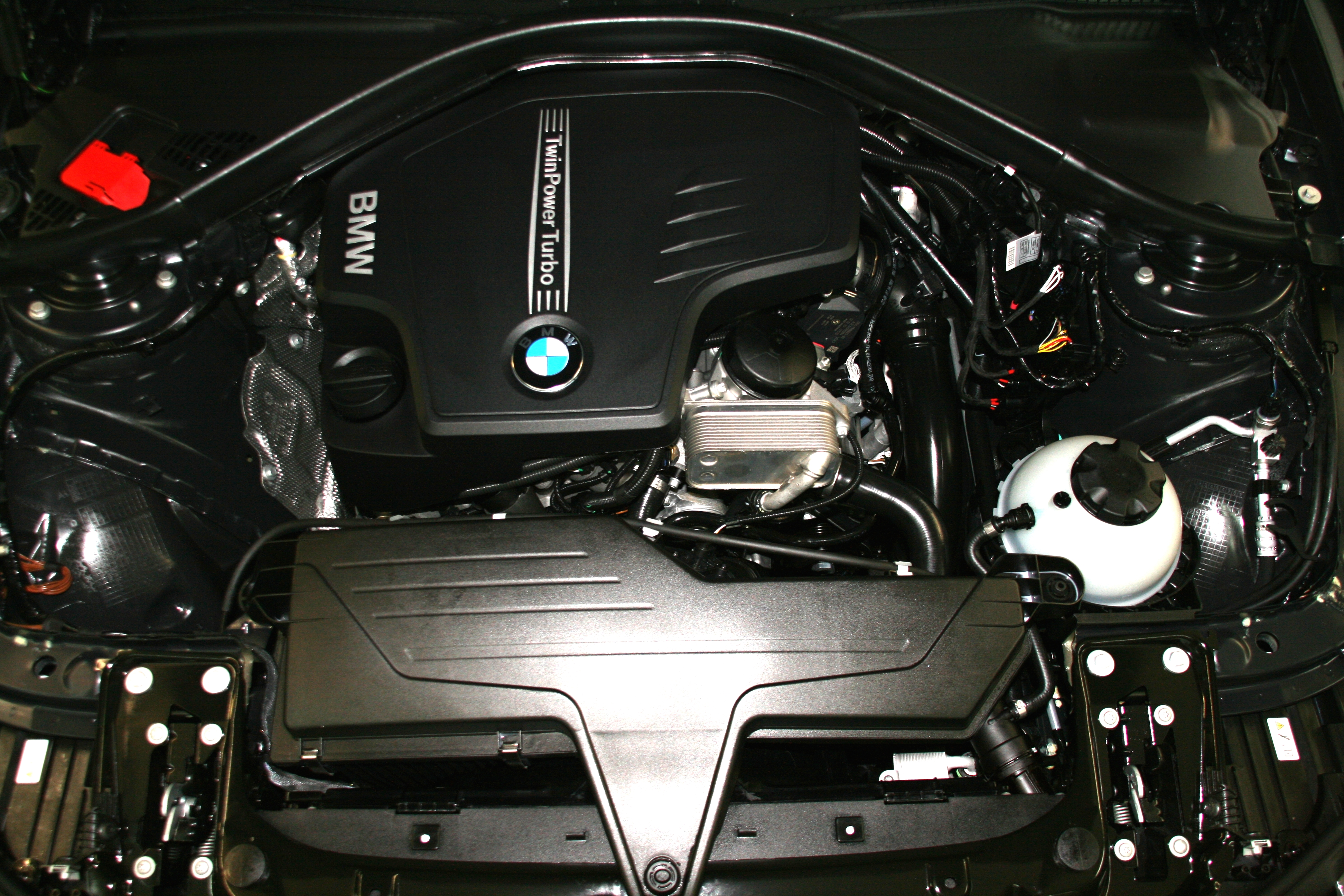
Compartiment moteur de la 328i

Le modèle haut de gamme 340i a remplacé la 335i lors du lifting de juillet 2015, avec le même moteur N55 que son prédécesseur, l’E90. La 340i est basée sur l’unité B58 nouvellement développée et a une puissance maximale de 240 kW (326 ch). Les moteurs diesel restent en grande partie inchangés, y compris le célèbre moteur 4 cylindres en ligne N47. En mars 2012, trois autres modèles (320i, 316d et 318d) ont été ajoutés à la gamme de modèles. La BMW 330d avec une puissance maximale de 190 kW (258 ch) a été introduite en juillet 2012, et la 335d berline est également disponible depuis l’été 2013. Fin 2012, la gamme s’est également élargie avec les 316i et 320i EfficientDynamics Edition.
De novembre 2012 à mai 2015, il y avait le modèle hybride ActiveHybrid 3, dans lequel un moteur électrique soutient le moteur essence. Le modèle hybride rechargeable 330e iPerformance est disponible depuis mars 2016. Cette dernière dispose d’une batterie d’une capacité nettement supérieure, permet une conduite purement électrique sur environ 30 km et la batterie peut être chargée sur des bornes/prises de charge.
Parallèlement au lifting de 2015, de nombreuses variantes de modèles ont été équipées de nouvelles générations de moteurs.

#### Moteurs essence
Les moteurs essence fonctionnent avec une injection directe guidée par pulvérisation (injection de haute précision) et un turbo TwinPower avec deux ouvertures d’admission des gaz d’échappement (chargeur twin-scroll). Les moteurs 6 cylindres en ligne N53 sans turbocompresseur des 325i/330i sont remplacés par les nouveaux moteurs 4 cylindres en ligne N20 turbo (320i/328i) d’une cylindrée de deux litres. Les moteurs 4 cylindres non suralimentés (N43) de la prédécesseur sont remplacés par le N13 aussi présent dans la Série 1 (F20).
Avec le lifting de 2015, BMW a abandonné les modèles 316i, 328i et 335i. Elles sont remplacées par les variantes 318i, 330i et 340i, chacune avec des moteurs entièrement nouveaux. Comme la 316i quatre cylindres précédente, le plus petit moteur de la BMW 318i a également une puissance maximale de 100 kW (136 ch), mais il consomme 13 % de carburant en moins selon le cycle de l’Union Européenne. La BMW 330i remplace la 328i précédente, elle dispose également du moteur modulaire B48 d’une puissance maximale de 185 kW (252 ch) et elle accélère de 0 à 100 km/h entre 5,8 et 6,0 secondes. La consommation a été réduite de plus de 12 % selon le cycle de l’Union Européenne.
Le troisième moteur nouvellement développé se trouve dans le nouveau modèle haut de gamme, la 340i. La variante la plus puissante avec un moteur essence, en dessous de la variante M, est propulsée par le nouveau moteur six cylindres modulaires B58, qui a une puissance maximale de 240 kW (326 ch). Selon le cycle de l’Union Européenne, le moteur B58 consomme environ 10 % de carburant en moins que son prédécesseur plus faible de 15 kW (20 ch) (N55).

#### Moteurs diesel
Les modèles à moteurs diesel sont équipés de série d’un filtre à particules. Pour la 320d EfficientDynamics Edition et la 320d sans transmission intégrale, un filtre Blue Performance est disponible en option depuis mars 2012, qui utilise un convertisseur catalytique à stockage de NOx pour réduire les émissions d’oxyde d'azote et qui est ainsi conforme à la norme Euro 6. Au cours de l’année 2015, une nouvelle génération de moteurs diesel (B47) a été utilisée pour les moteurs diesel quatre cylindres (N47).

### Transmission
Une boîte manuelle à 6 rapports est proposée de série; la boîte automatique 8HP45/50/70 à 8 rapports de ZF Friedrichshafen est également disponible en option. Les deux types de transmission prennent en charge le système de démarrage et d’arrêt automatique.

### Environnement
Le terme BMW Efficient Dynamics englobe plusieurs innovations techniques qui permettent de réduire la consommation de carburant tout en augmentant les performances. De plus, la Série 3 dispose d’un mode Eco-Pro. Un style de conduite économe en carburant est favorisé par l’adaptation de la commande de conduite et du fonctionnement du système de chauffage et de climatisation, du chauffage des rétroviseurs extérieurs et du chauffage des sièges. De plus, le coefficient de traînée (cx) de la berline a été réduit à 0,26. À droite et à gauche du bord extérieur des entrées d’air, il y a également de petites ouvertures d’air verticales pour le soi-disant rideau d’air. Ceux-ci garantissent une résistance à l’air plus faible grâce à une meilleure circulation de l’air autour des roues avant.
Tous les moteurs sont en dessous des limites des normes d’émissions Euro 5 et ULEV II. Une variante EfficientDynamics de la 320d avec des performances réduites et une efficacité accrue est à nouveau disponible. Avec le filtre "Blue Performance" optionnel, celle-ci est également conforme à la norme Euro 6.

### Réglage du véhicule
Sur la console centrale, un interrupteur d’expérience de conduite peut être utilisé pour modifier les caractéristiques du moteur, le contrôle de la stabilité de conduite, les caractéristiques de la direction et le programme de changement de vitesse ainsi que la dynamique de changement de vitesse de la transmission automatique. Les modes disponibles sont Comfort, Sport et Eco Pro. Il existe également un mode Sport+ en conjonction avec certains extras optionnels. Si la commande d’amortissement adaptative ("suspension adaptative") optionnelle était choisie, cela pouvait influencer les caractéristiques de l’amortisseur.
Dans les véhicules équipés du système de navigation "Business" ou Professional, les valeurs de puissance et de couple du moteur pouvaient être affichées en temps réel sur l’écran de la console centrale.

### Direction
La direction assistée électromécanique est de série sur toutes les versions. Le Servotronic (direction assistée en fonction de la vitesse) ou la direction sport variable, dans laquelle le rapport de transmission change dans le boîtier de direction en fonction de l’angle du volant, sont disponibles en option. Cela réduit jusqu’à 25 % les mouvements du volant requis pour les grands débattements de roue. Le rapport de direction respectif est purement effectué mécaniquement par une denture variable de la crémaillère. La direction Servotronic est un équipement standard depuis juillet 2014.

### Châssis
À l’avant, le véhicule a des jambes de force MacPherson avec deux triangles articulés côte à côte (essieu avant à jambe de force à double articulation). Les entretoises de tension, les triangles et les roulements pivotants sont en aluminium. Les roues arrière sont fixées à une suspension à cinq bras. La répartition de la charge est de 50:50 par essieu.
En plus de la suspension standard, une suspension M-Sport et une suspension adaptative sont disponibles; le véhicule est abaissé de 10 mm avec les deux options. Avec le châssis adaptatif, la courbe caractéristique du châssis peut être modifiée via une commande d’amortissement.
La F30 est équipée de série d’une propulsion arrière, mais certains modèles peuvent être équipés d’une transmission intégrale moyennant des frais supplémentaires. La 335d n’est disponible qu’avec la transmission intégrale.

### Freins
Tous les modèles jusqu’au 328i/330d incluses (y compris les variantes à transmission intégrale) sont équipés de disque de frein avant de 300 mm x 22 mm à 330 mm x 24 mm (diamètre x épaisseur) et d’étriers flottants à 1 piston. À l’arrière se trouvent des disques de frein de 300 mm x 20 mm avec des étriers flottants en fonte à 1 piston (diamètre du piston : 42 mm).
Les modèles les plus puissants, 335i(X) et 335dX, ont le "petit" frein M Sport. Ceux-ci sont équipés à l’avant de disque de frein de 340 mm x 30 mm et d’étriers fixes en aluminium à 4 pistons (diamètre des pistons : 40 mm). À l’arrière se trouvent des disques de frein de 330 mm x 20 mm avec étriers flottants en fonte à 1 piston (diamètre du piston : 42 mm).
Le frein M Sport (étriers de frein peints en bleu) est disponible en option. Celui-ci se compose d’étriers fixes en aluminium, chacun avec quatre pistons à l’avant et deux pistons à l’arrière, ainsi que de disques de frein légers plus grands. Les freins M Sport pouvant être commandés en option diffèrent selon les modèles. Les modèles à moteurs six cylindres et les 328i et 325d ont des disques de frein d’un diamètre de 370 mm à l’avant. Tous les autres modèles reçoivent des disques de 340 mm. Pour les disques de frein d’un diamètre supérieur à 340 mm, des roues à partir de 18 pouces sont nécessaires.
Pour les modèles avec freins d’origine avec disques de frein de 340 mm à l’avant (335i(X) et 335dX), des disques de frein BMW perforés et rainurés pouvaient être achetés. Des freins M Performance de 18 pouces peuvent également être commandés. Pour tous les véhicules, ceux-ci sont équipés de disques perforés et rainurés de 370 mm x 30 mm avec étriers fixes à 4 pistons à l’avant et de disques de frein perforés et rainurés de 345 mm x 24 mm avec étriers à 2 pistons à l’arrière. Les étriers de frein sont disponibles dans différentes couleurs, Gelb, Orange et Rot.

### Sécurité
En plus du système anti-blocage des roues (ABS) avec assistance au freinage d'urgence et commande de freinage en virage, la BMW F30 dispose de ceinture de sécurité à 3 points sur les cinq sièges, avec prétensionneur de ceinture et limiteur d’effort de la courroie sur les deux sièges avant, d’un correcteur électronique de trajectoire (Electronic Stability Control, ESP) avec antipatinage (appelés contrôle de stabilité dynamique ou antipatinage dynamique par BMW) et également de six coussins gonflables de sécurité (« airbags ») : un pour le conducteur et un pour le passager avant, deux latéraux et de tête pour le conducteur et le passager avant). Pour faciliter la reconnaissance des freinages très brusques, les feux stop se mettent à clignoter. Pour améliorer la sécurité des piétons, un amortisseur est installé entre la poutre du pare-chocs et la bordure du pare-chocs. Ceci est destiné à réduire les blessures aux jambes en cas d’impact. Le capot contient également des éléments de déformation destinés à absorber une partie de l’énergie d’impact.
Par rapport à sa prédécesseur, la rigidité de la caisse a été augmentée de plus de 10 %.
Les sièges enfants ne peuvent être solidement fixés qu’aux sièges extérieurs de la banquette arrière. Des supports Isofix y sont également présents. Un airbag commutable pour le siège passager avant coûte plus cher. Des airbags latéraux arrière sont disponibles, tout comme un airbag de genoux pour le conducteur.
Un avertissement de sortie de voie et un avertissement de collision sont disponibles moyennant des frais supplémentaires. Cependant, ils n’interviennent pas dans la conduite (contre-braquage, freinage). Une finition dite Active Protection est également disponible. À partir de 18 km/h, celle-ci s’active et tend automatiquement les ceintures conducteur et passager avant pour éliminer le jeu. Si une situation critique pour la conduite se présente, comme un accident imminent, les ceintures de sécurité des sièges avant se serrent et les vitres latérales et le toit ouvrant se ferment. Si une collision imminente est détectée par la caméra frontale ou le radar, le conducteur sera invité à effectuer un freinage d’urgence tandis que le véhicule tentera d’effectuer un sous-virage ou un survirage important. Si le système juge qu’une collision est inévitable, il déclenche un freinage automatique avec une décélération maximale de 5 m/s² jusqu’à ce que la voiture s’immobilise. Après un accident arrière, le véhicule maintient les freins verrouillés pendant 1,5 seconde pour éviter une collision avant.

## Modèle hybride ActiveHybrid 3
Un modèle hybride complet de la F30 était disponible de novembre 2012 à mai 2015. Dans l'ActiveHybrid 3, le moteur de la 335i était associé à un moteur électrique de 40 kW. La puissance maximale du système est de 250 kW (340 ch) et le couple maximal est de 450 Nm. Selon le cycle de conduite ECE, la consommation de carburant en fonctionnement mixte est de 5,9 litres aux 100 kilomètres. La vitesse de pointe en mode purement électrique est de 75 km/h jusqu'à 4 km avec une batterie de 1,35 kWh. Le coffre est réduit de 480 à 390 litres a cause des batteries sous le plancher.
La conduite purement thermique est possible jusqu'à une vitesse de 160 km/h. Le moteur électrique assiste ensuite le moteur thermique jusqu'à la limite de la voiture (250 km/h).

## Hybride rechargeable 330e iPerformance
Un modèle hybride rechargeable de la F30 est disponible depuis mars 2016. Ici, le moteur de la 320i (reliftée) était associé à un moteur électrique de 65 kW avec la transmission automatique à 8 rapports et à une batterie d'une capacité nettement supérieure sous le coffre. À partir de cette batterie d'une capacité de 7,7 kWh, environ 30 km de conduite purement électrique jusqu'à 120 km/h sont désormais possibles. La batterie peut être complètement chargée en environ 2h15 avec une station de charge/un boîtier mural ou en environ 3h15 sur le boîtier de commande intégré aux prises. Les batteries sous le plancher du coffre réduisent le coffre de 480 à 370 litres. La capacité du réservoir a été réduite de 60 à 41 litres.

## Gran Turismo (F34)

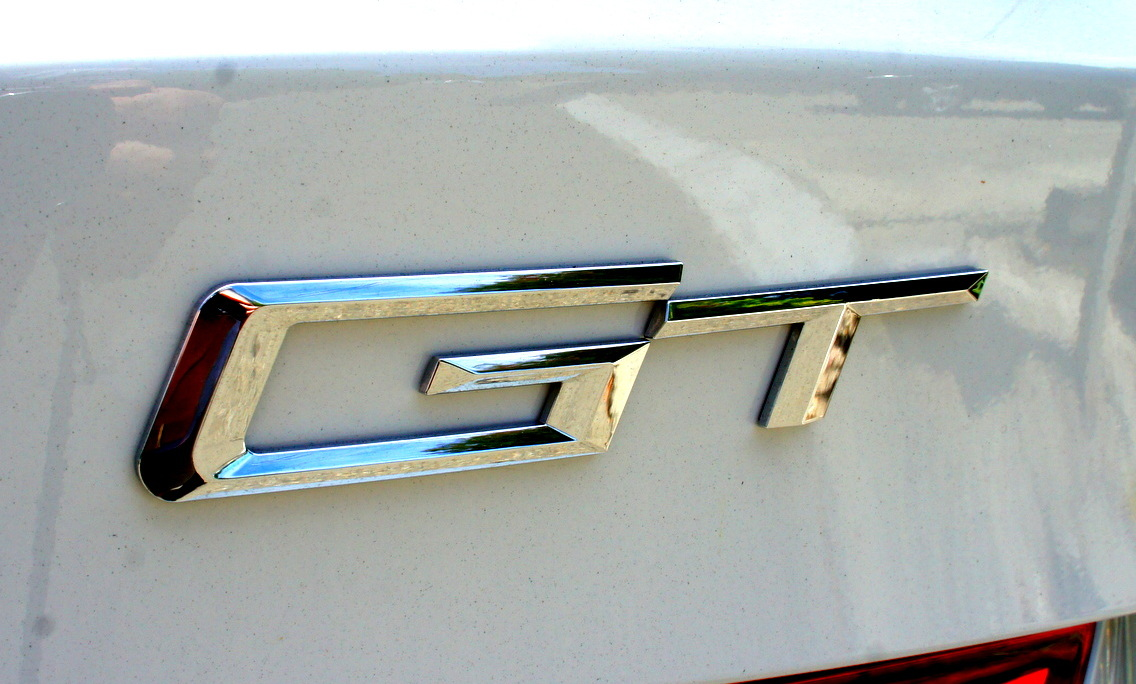
Série 3 Gran Turismo, emblème arrière (2013–2020)

En juin 2013, la berline cinq portes Gran Turismo a été introduite pour la première fois pour la BMW Série 3. La silhouette est similaire à celle d'un coupé, mais les dimensions de la carrosserie sont nettement plus grandes que celles de la berline, de sorte que la Gran Turismo combine les types berline et Touring. Le plancher allongé de la Série 3 Gran Turismo est en grande partie le même que le plancher de la Série 3 à empattement long (F35) commercialisée uniquement en Chine. En mars 2019, il a été annoncé, lors de la conférence de presse sur le bilan de BMW, que la BMW Série 3 Gran Turismo ne recevra probablement pas de modèle successeur car elle n'est pas très demandée.

## Version longue (F35)

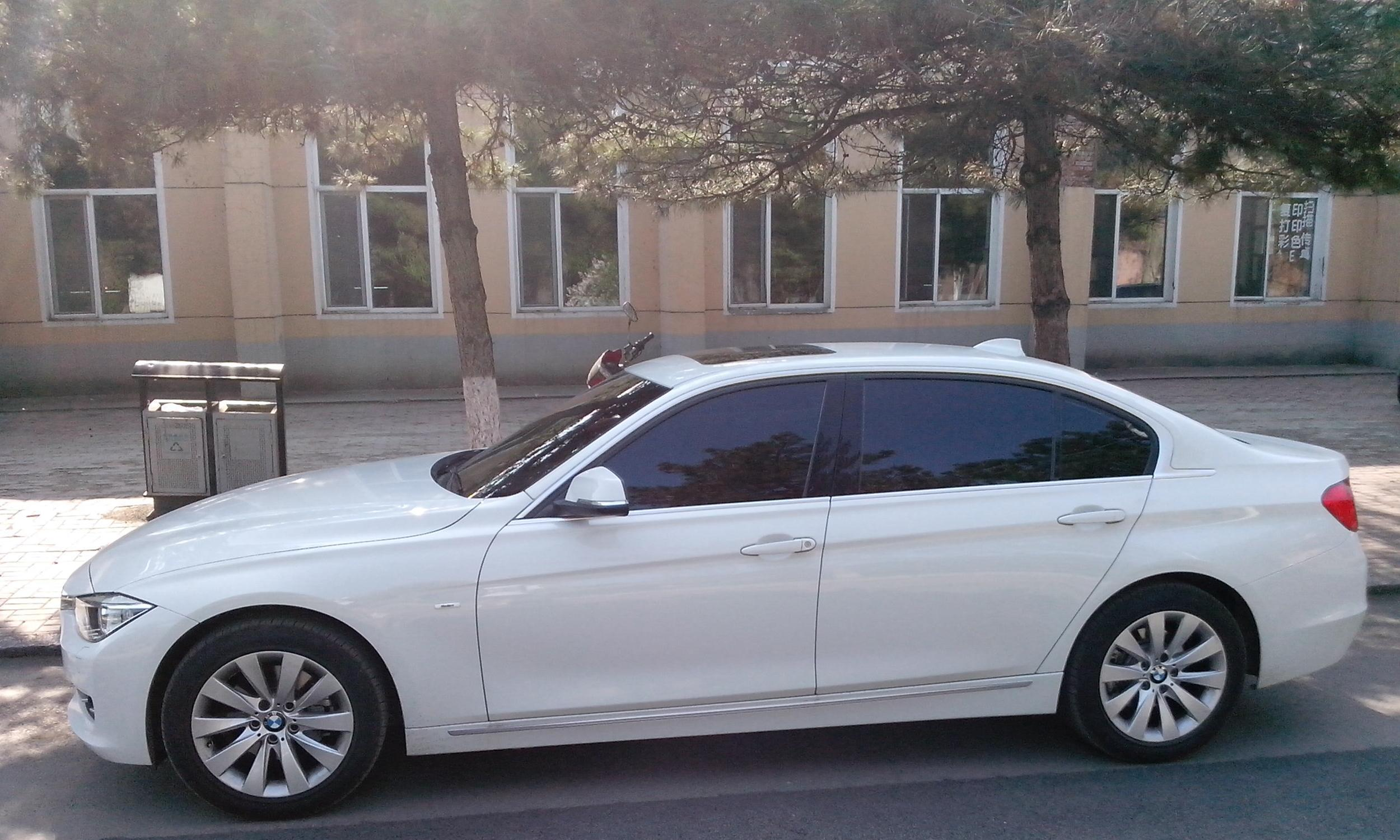
BMW F35

Depuis juillet 2012, une version à empattement long de la Série 3 berline est produite à l'usine de Shenyang, réservée au marché automobile chinois. La variante avec un empattement plus long de 110 mm a été présentée au Salon de l'automobile de Pékin 2012. Cela augmente l'espace arrière de 90 mm pour les genoux. Tous les modèles sont équipés de série de la boîte automatique sport à 8 rapports, à l'exception de la 320Li Lifestyle qui a une boîte automatique à 8 rapports et de la 320Li MT qui a une boîte manuelle à 6 rapports. En plus des célèbres Luxury Line (sauf 335Li) et Modern Line, ou MT, (uniquement pour la 320Li), la Lifestyle (uniquement pour les 320Li et 328Li) est également disponibles en tant que finition d'équipement, mais pas la Sport Line.

## Production et vente
Environ 680 unités de la berline étaient fabriquées quotidiennement à l'usine BMW de Munich. La production maximale a été atteinte au bout de trois mois. Contrairement au prédécesseur, toutes les variantes spécifiques à chaque pays sont également produites dès le départ. Au total, 400 millions d'euros ont été investis pour la production de la F30 dans l'usine de Munich. De plus, la F30 était produite dans les usines de Ratisbonne et de Rosslyn (Afrique du Sud). En 2015, 44 637 véhicules ont été immatriculés en Allemagne.